# Lower River Shannon SAC
Lower River Shannon SAC este o arie protejată (sit de importanță comunitară — SCI) din Irlanda întinsă pe o suprafață de 68.300,01 ha, integral pe uscat.

## Localizare
Centrul sitului Lower River Shannon SAC este situat la coordonatele 52°35′03″N 9°25′38″W / 52.5841°N 9.4271°V.

## Înființare
Situl Lower River Shannon SAC a fost declarat sit de importanță comunitară în ianuarie 2002 pentru a proteja 57 de specii de animale.

## Biodiversitate
Situată în ecoregiunea atlantică, aria protejată conține 15 habitate naturale: Bancuri de nisip acoperite în permanență slab de apă marină, Estuare, Terase mlăștinoase și terase nisipoase neacoperite de apă la reflux, Lagune de coastă, Golfuri mici largi și golfuri puțin adânci, Recifuri, Vegetație perenă pe țărmurile stâncoase, Faleze cu vegetație de pe coastele atlantice și baltice, Salicornia și alte specii anuale care populează regiunile mlăștinoase și nisipoase, Pajiștile Spartina (Spartinion maritimae), Pășuni atlantice udate de apa mării (Glauco-Puccinellietalia maritimae), Pășuni mediteraneene udate de apa mării (Juncetalia maritimi), Cursuri de apă de la nivel de câmpie la nivel montan, cu vegetație Ranunculion fluitantis și Callitricho-Batrachion, Pajiști cu Molinia pe soluri calcaroase, turboase sau argilos-nămoloase (Molinion caeruleae), Păduri aluvionare cu Alnus glutinosa și Fraxinus excelsior (Alno-Padion, Alnion incanae, Salicion albae).
La baza desemnării sitului se află mai multe specii protejate:
- păsări (50): lăcar-de-rogoz (Acrocephalus schoenobaenus), alca (Alca torda), pescăruș albastru (Alcedo atthis), rață sulițar (Anas acuta), rață lingurar (Anas clypeata), rață pitică (Anas crecca), rață fluierătoare (Anas penelope), rață mare (Anas platyrhynchos), Anser albifrons flavirostris, gâscă cenușie (Anser anser), pietruș (Arenaria interpres), rața moțată (Aythya fuligula), Aythya marila, Branta bernicla, fugaci de țărm (Calidris alpina), Calidris canutus, Calonectris diomedea, prundaș gulerat mare (Charadrius hiaticula), erete vânăt (Circus cyaneus), Cygnus columbianus bewickii, lebădă de iarnă (Cygnus cygnus), șoim de iarnă (Falco columbarius), șoim călător (Falco peregrinus), Fulmarus glacialis, becațină comună (Gallinago gallinago), cufundar mare (Gavia immer), cufundar mic (Gavia stellata), rândunică (Hirundo rustica), pescăruș sur (Larus canus), pescăruș negricios (Larus fuscus), pescăruș râzător (Larus ridibundus), sitar de mal nordic (Limosa lapponica), sitar de mâl (Limosa limosa), Locustella naevia, culic mare (Numenius arquata), Oceanodroma leucorhoa, cormoran mare (Phalacrocorax carbo), ploier auriu (Pluvialis apricaria), ploier argintiu (Pluvialis squatarola), Pyrrhocorax pyrrhocorax, lăstun de mal (Riparia riparia), Rissa tridactyla, chiră de baltă (Sterna hirundo), Sterna paradisaea, chiră de mare (Sterna sandvicensis), călifar alb (Tadorna tadorna), fluierar cu picioare verzi (Tringa nebularia), fluierarul cu picioare roșii (Tringa totanus), Uria aalge, nagâț (Vanellus vanellus)
- mamifere (2): vidră de râu (Lutra lutra), delfin mare (Tursiops truncatus)
- nevertebrate (1): Margaritifera margaritifera
- pești (4): Lampetra fluviatilis, cicar (Lampetra planeri), Petromyzon marinus, somonul (Salmo salar)

Pe lângă speciile protejate, pe teritoriul sitului au mai fost identificate 13 specii de plante, 4 specii de nevertebrate, 2 specii de pești.